# Tillay-le-Péneux
Tillay-le-Péneux è un comune francese di 376 abitanti situato nel dipartimento dell'Eure-et-Loir nella regione del Centro-Valle della Loira.

## Società

### Evoluzione demografica
Abitanti censiti